# آن روتخرس واندر لوف

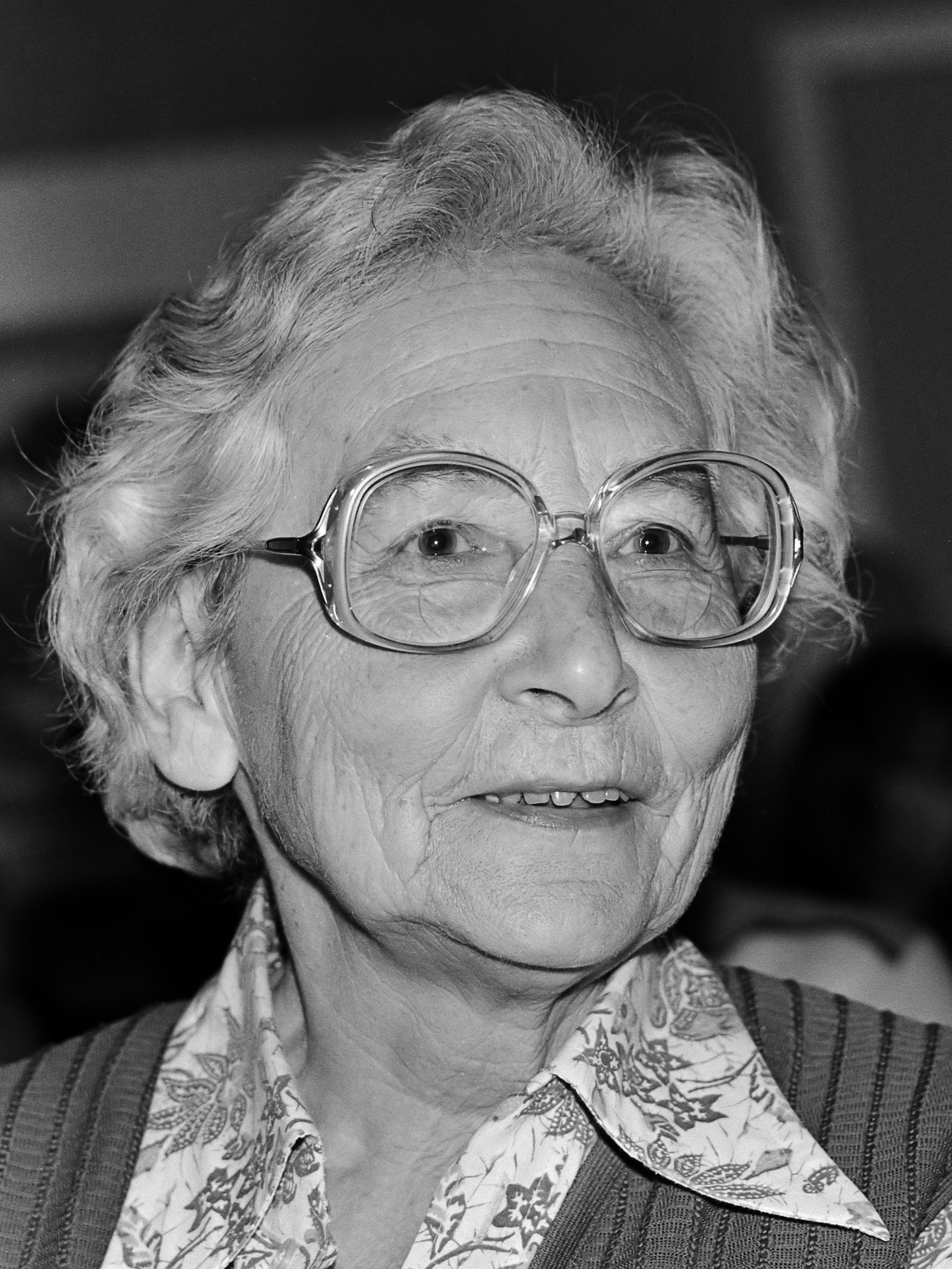
آن روت‍خ‍رس وان‍در ل‍وف (۱۹۸۲)

آنا ("آن") روت‍خ‍رس وان‍در ل‍وف-باسناو (۱۹۱۰ – ۱۹۹۰) نویسنده هلندی رمان‌های کودک بود.

## آثار
احتمالاً مشهورترین رمان او کودکان در مسیر اورگن (De Kinderkaravaan) است که در سال ۱۹۶۳ منتشر شد، روایتی از کودکانی که در اواسط قرن نوزدهم با یک کاروان پیشگام به اورگن سفر می کردند. این کتاب تقریباً بر اساس رویداد واقعی یتیمان ساگر ساخته شده بود.
رمان محبوب دیگر رمان بهمن در سال ۱۹۵۸ است، داستانی از گروهی از کودکان در یتیم خانه ای که در برف سنگین سوئیس گرفتار شده‌اند.
سایر آثار به زبان انگلیسی شامل (با تاریخ انتشار ترجمه انگلیسی):
- They're drowning Village (۱۹۵۹)
- Rossie (۱۹۶۴)
- Vassilis on the Run (۱۹۶۵)
- Great day in Holland: the skating race (۱۹۶۵)
- سرزمین همه (۱۹۶۷)
- پرواز از شب قطبی (۱۹۶۸)
- استفوس بره عید پاک (۱۹۶۹)